# Басов, Владимир Павлович
Влади́мир Па́влович Ба́сов (28 июля 1923, Уразово, Валуйский уезд, Воронежская губерния — 17 сентября 1987, Москва) — советский актёр кино, озвучивания и дубляжа, кинорежиссёр, сценарист; народный артист СССР (1983), лауреат Государственной премии РСФСР имени братьев Васильевых (1982). Член Союза кинематографистов СССР. Член КПСС с 1948 года. Участник Великой Отечественной войны. Капитан.

## Биография

### Происхождение
Родился 28 июля 1923 года (существует версия, что он приписал себе год, чтобы уйти на фронт) в селе Уразово (в настоящее время — посёлок городского типа в Валуйском районе Белгородской области России) в семье комиссара Павла Басултайнена, финна по национальности, и Александры Ивановны, дочери покровского священника. Имел русские, грузинские и финские корни. Родители перемещались с места на место. Отец, красный комиссар, философ по образованию, боролся с басмачами в Средней Азии, погиб в 1931 году. Мать работала книгоношей и учительницей, много занималась с сыном, поэтому он пошёл сразу в третий класс.
В 1931—1941 годах учился в московской средней школе № 64. По другим данным, в 1930 году пошёл в школу в городе Мары, в 1931—1932 годах учился в городе Железнодорожном, в 1933 году — в Кашине Западной области, в 1934—1935 годах — в Сухуми, в 1936 году — в селе Александрово Горьковского края, с 1937 по 1941 год — в Москве. Параллельно Басов учился в художественном училище.
Летом 1941 года пришёл во ВГИК, чтобы узнать, что необходимо для поступления, но его планы разрушила война.
Участник Великой Отечественной войны с 1941 года. В звании лейтенанта интендантской службы 4-й отдельной стрелковой бригады за образцовое исполнение обязанностей в должности начальника клуба бригады был награждён медалью «За боевые заслуги» в 1943 году. Организованный им ансамбль художественной самодеятельности дал более ста пятидесяти концертов для бойцов. В звании старшего лейтенанта был командиром батареи 424-го миномётного полка 36-й миномётной бригады 28-й артиллерийской дивизии прорыва РГК. 23 февраля 1945 года во главе штурмовой группы обеспечил захват опорного пункта немецкой обороны, в бою был тяжело контужен, за свой подвиг награждён орденом Красной Звезды. В звании капитана был помощником начальника оперативного отдела 28-й отдельной артиллерийской дивизии прорыва Резерва СВГК.

### Карьера в кино
В 1947 году поступил на режиссёрский факультет ВГИКа в мастерскую Сергея Юткевича и Михаила Ромма, которую окончил в 1952 году.
В 1950—1952 годах работал ассистентом режиссёра, а с 1952 года — режиссёром киностудии «Мосфильм». Первой режиссёрской работой стала экранизация спектакля Театра-студии киноактёра «Нахлебник» (1953) совместно с Мстиславом Корчагиным и Борисом Лифановым.
В 1954 году снял фильм «Школа мужества», где одну из ролей исполнила его первая жена Роза Макагонова, с которой он познакомился ещё в институте. Второй режиссёр этого фильма, Мстислав Корчагин, погиб в авиакатастрофе, и Басову пришлось завершать картину самостоятельно. По итогам проката 1954 года фильм занял десятое место, а на кинофестивале в Карловых Варах он получил приз как лучший воспитательный фильм. В этом фильме первые свои роли в кино сыграли Леонид Харитонов и Ролан Быков.
В 1957 году во время съёмок фильма «Случай на шахте восемь» Басов познакомился с актрисой Натальей Фатеевой, которая вскоре стала его второй женой. В 1959 году появился на свет сын Владимир. Супруги часто ссорились друг с другом из-за того, что Басов подозревал Наталью в изменах.
В 1963 году познакомился с начинающей актрисой Валентиной Титовой и предложил ей главную роль в своём фильме «Метель» по мотивам повести Пушкина. И хотя Титова была сверх меры загружена в театре, Басову удалось уговорить руководство театра отпустить актрису на съёмки, во время которых настойчиво за ней ухаживал; в результате Титова стала его третьей женой. В браке родились сын Александр и дочь Лиза.
В 1964 году снял фильм «Тишина» по роману Юрия Бондарева. Фильм получил Главный приз I Всесоюзного кинофестиваля. В том же году в фильме Георгия Данелии «Я шагаю по Москве» исполнил эпизодическую роль полотёра, которая дала старт его актёрской карьере.
В 1968 году на экраны вышел четырёхсерийный фильм о разведчиках «Щит и меч», снятый Басовым, который также выступил в качестве автора сценария. Фильм посмотрело более 200 миллионов зрителей, а первая и вторая серии стали лидерами проката 1968 года. Фильм также стал дебютом в кино Олега Янковского.
В 1974 году у Басова случился обширный инфаркт, на полтора месяца уложивший его в больницу. Он вынужден был много лежать и ходил, опираясь на трость, но это почти не отразилось на его работоспособности.
В 1975 году он снялся в двухсерийном фильме «Приключения Буратино». По воспоминаниям коллег, Басов записывал реплики своего героя, Дуремара, прямо в психиатрической клинике: из-за алкогольной зависимости актёр переставал себя контролировать.
В 1976 году он снял трёхсерийный художественный телевизионный фильм «Дни Турбиных», в основу которого легла пьеса Михаила Булгакова. Сам Басов исполнил роль штабс-капитана Мышлаевского, ставшую одной из наиболее ярких в его карьере. В 1977 году жена Валентина Титова, снимаясь в картине «Отец Сергий», влюбилась в кинооператора Георгия Рерберга и подала на развод. В результате такого потрясения у Басова боли в сердце стали постоянными. Он несколько лет страдал тяжёлой формой депрессии, усугублённой алкогольной зависимостью.
В ряде своих фильмов выступал как автор или соавтор сценариев.
Читал курс лекций «Кинорежиссура» слушателям режиссёрского отделения ВКСР.
Состоял членом Союза кинематографистов СССР и был членом КПСС (с 1948 года).
В 1980 году был снят фильм «Факты минувшего дня» по мотивам повести Юрия Скопа «Техника безопасности», а в 1982 году он был удостоен Государственной премии РСФСР имени братьев Васильевых. В 1983 году Басову присвоили почётное звание «Народный артист СССР».

### Последние годы и смерть

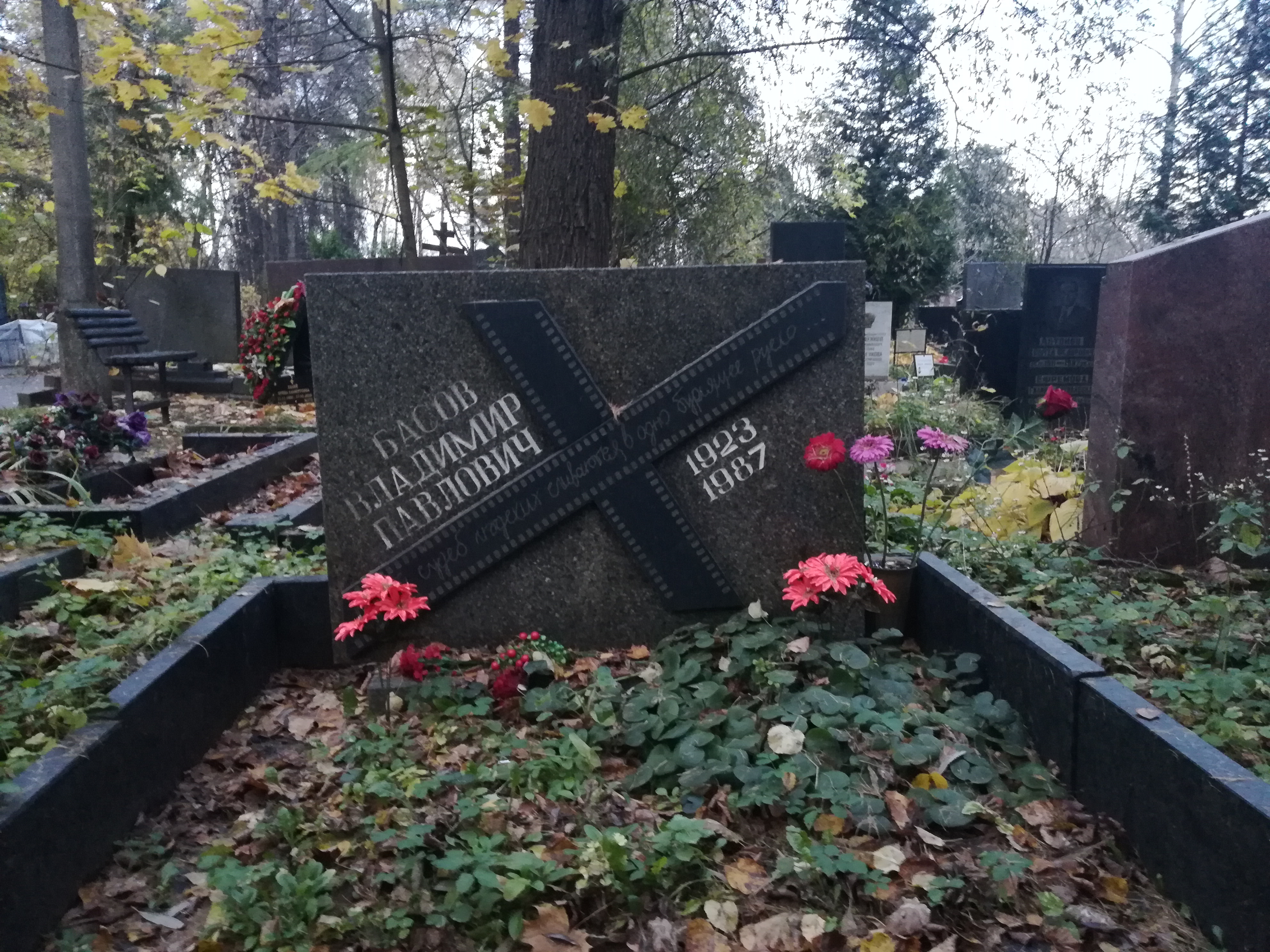
Могила Владимира Басова на Кунцевском кладбище

В апреле 1983 года у Басова случился инсульт, в результате чего он был почти полностью парализован. Ему так и не удалось научиться полноценно ходить и восстановить двигательные функции левой руки. Чтобы поддержать Басова материально, ему дали ставку режиссёра-консультанта. В следующем году в прокат вышла картина «Время и семья Конвей».
Свой последний фильм «Семь криков в океане» он выпустил в 1986 году.
Ранним утром 17 сентября 1987 года у Басова случился второй инсульт, от которого он умер прямо на глазах сына Александра у себя дома в Москве. Актёру было 64 года.
Похоронен 19 сентября в Москве на Кунцевском кладбище (участок № 10). Незадолго до смерти он написал сценарий к фильму «Мышеловка» по мотивам пьесы Агаты Кристи. Но снял картину его друг кинорежиссёр Самсон Самсонов.

## Семья
Мать Александра Ивановна, была дочерью православного священника родом из Покровска, в 1920-е годы обучала крестьянских детей грамоте и литературе, работала секретарём районной газеты.
Отец Павел Басултайнен, финн по национальности, выпускник Тартуского университета, революционер-большевик («Басов» — партийная кличка, впоследствии заменившая ему фамилию). Был офицером, комиссаром, воевал вместе с Василием Чапаевым, погиб в 1931 году, будучи командиром пограничной заставы в Средней Азии.
Первая жена — Роза Макагонова (1927—1995), актриса. Детей в браке не было.
Вторая жена (1958—1961) — Наталья Фатеева (род. 1934), актриса. В 1961 году Владимир и Наталья развелись по причине алкогольной зависимости Басова и его постоянной ревности.
Сын — Владимир Басов (род. 1959), кинорежиссёр.
Третья жена (1964—1978) — Валентина Титова (род. 1942), актриса. В 1978 году ушла к кинооператору Георгию Рербергу. Суд при разводе оставил обоих детей с отцом.
Сын — Александр Басов (род. 1965), кинорежиссёр.
Дочь — Елизавета (род. 1970), танцовщица. Не сумев поступить в балетное училище Большого театра после подготовительного курса, поступила в Вагановское училище. Чтобы видеться с дочерью, Басов часто ездил в Ленинград, совмещая эти поездки с работой на «Ленфильме». Окончив училище, вышла замуж за гражданина Греции по фамилии Адонис, стала жить в Париже.
Двоюродный брат — композитор Вениамин Баснер.

## Фильмография

### Актёр
| Год  |     | Название                                                         | Роль                                                                      |
| ---- | --- | ---------------------------------------------------------------- | ------------------------------------------------------------------------- |
| 1954 | ф   | Школа мужества                                                   | поручик-адъютант (дебют в кино)                                           |
| 1955 | ф   | Крушение эмирата                                                 | белогвардейский офицер, покушавшийся на Фрунзе и Куйбышева (нет в титрах) |
| 1963 | ф   | Я шагаю по Москве                                                | полотёр                                                                   |
| 1965 | ф   | Тридцать три                                                     | директор областного музея                                                 |
| 1965 | ф   | Операция «Ы» и другие приключения Шурика (новелла «Напарник»)    | суровый милиционер                                                        |
| 1966 | ф   | Путешествие (новелла «Завтраки 43 года»)                         | пассажир-фронтовик                                                        |
| 1967 | ф   | Фокусник                                                         | эстрадный артист-сатирик                                                  |
| 1968 | ф   | Щит и меч (фильм № 1 «Без права быть собой»)                     | Бруно, разведчик                                                          |
| 1968 | тф  | В тринадцатом часу ночи                                          | режиссёр в студии                                                         |
| 1969 | ф   | Преступление и наказание                                         | Лужин                                                                     |
| 1969 | ф   | Мосты через забвение                                             | бандит                                                                    |
| 1970 | тф  | Любовь к трём апельсинам                                         | маэстро Дапертутто                                                        |
| 1970 | ф   | Чудный характер                                                  | Ефимов                                                                    |
| 1970 | ф   | Бег                                                              | Артур Артурович, тараканий царь                                           |
| 1970 | тф  | Карусель (новелла «Роман с контрабасом»)                         | Василий Смычков, контрабасист                                             |
| 1971 | тф  | Ехали в трамвае Ильф и Петров                                    | пассажир трамвая                                                          |
| 1971 | ф   | Возвращение к жизни                                              | гитарист                                                                  |
| 1972 | мтф | Опасный поворот                                                  | Чарлз Трэвор Стэнтон                                                      |
| 1972 | ф   | Чиполлино                                                        | принц Лимон                                                               |
| 1973 | мтф | Большая перемена                                                 | фотограф на свадьбе                                                       |
| 1973 | ф   | Высокое звание (фильм № 1 «Я — Шаповалов Т. П.»)                 | Шумский, разведчик                                                        |
| 1973 | ф   | Дача                                                             | Николай, собаковод                                                        |
| 1973 | ф   | Совсем пропащий                                                  | папаша Гекльберри Финна                                                   |
| 1973 | ф   | И на Тихом океане…                                               | начальник железнодорожной станции                                         |
| 1973 | ф   | Нейлон 100 %                                                     | Василий Киреев, адвокат                                                   |
| 1975 | ф   | Братушка                                                         | Иоганн, немецкий солдат                                                   |
| 1975 | ф   | Ау-у! (новелла «Что наша жизнь?! Или что наша жизнь?!»)          | Андрей Степаныч, король                                                   |
| 1975 | ф   | Афоня                                                            | Владимир Иванович, сотрудник ЖЭКа                                         |
| 1975 | ф   | Восход над Гангом                                                | белогвардеец                                                              |
| 1975 | ф   | Иван и «Коломбина»                                               | кладовщик                                                                 |
| 1975 | мтф | Капитан Немо                                                     | адмирал Руайе, морской министр (озвучил Владислав Дворжецкий)             |
| 1975 | тф  | Под крышами Монмартра                                            | Фраскатти, генерал от кавалерии в отставке, министр изящных искусств      |
| 1975 | тф  | Приключения Буратино                                             | Дуремар, продавец пиявок                                                  |
| 1975 | ф   | Шаг навстречу (новелла «Мясо по-аргентински»)                    | Николай Борисович Стрешников, саксофонист                                 |
| 1976 | ф   | Сентиментальный роман                                            | отец Городницких                                                          |
| 1976 | ф   | «Сто грамм» для храбрости… (новелла «По законам гостеприимства») | Ружевский, тамада                                                         |
| 1976 | ф   | Солнце, снова солнце                                             | Ван Ваныч, организатор телепроизводства                                   |
| 1976 | мтф | Дни Турбиных                                                     | Виктор Викторович Мышлаевский, штабс-капитан                              |
| 1977 | тф  | Про Красную Шапочку                                              | Худой Волк, друг убитого Серого Волка                                     |
| 1977 | тф  | Нос                                                              | доктор                                                                    |
| 1977 | тф  | По семейным обстоятельствам                                      | Эдуард Бубукин, квартирный маклер                                         |
| 1977 | тф  | Приехали на конкурс повара                                       | Владислав Константинович, учитель танцев и вокала                         |
| 1977 | ф   | Мимино                                                           | Родион Васильевич Синицын, оперный певец                                  |
| 1977 | ф   | Семейные обстоятельства                                          | Андрон                                                                    |
| 1977 | ф   | Смешные люди!                                                    | дьякон Авдиесов                                                           |
| 1977 | тф  | Волшебный голос Джельсомино                                      | король Джакомон                                                           |
| 1977 | ф   | Обмен                                                            | Лёва                                                                      |
| 1977 | с   | Открытая книга                                                   | отец Тани                                                                 |
| 1978 | ф   | Пока безумствует мечта                                           | Теодор Отсебятников, скучающий богач, он же полковник охранки             |
| 1978 | ф   | Живите в радости                                                 | Виталий Гаврилович Марципанов («Дипломат»), жулик                         |
| 1978 | ф   | Расписание на послезавтра                                        | отец Кати Шумейко                                                         |
| 1978 | ф   | Шла собака по роялю                                              | Громов, командир аэродрома                                                |
| 1978 | ф   | Новые приключения капитана Врунгеля                              | Блок Сайлент                                                              |
| 1978 | ф   | По улицам комод водили (новелла «Комод»)                         | контролёр                                                                 |
| 1979 | кор | Мужчины и женщины                                                | дантист                                                                   |
| 1979 | тф  | Бабушки надвое сказали…                                          | Михаил, изобретатель телепортёра                                          |
| 1979 | ф   | Москва слезам не верит                                           | Антон Круглов, замначальника главка                                       |
| 1979 | ф   | Пани Мария                                                       | фотограф                                                                  |
| 1979 | ф   | Пена                                                             | Эгидий Кочевряжкин                                                        |
| 1979 | тф  | Поездка через город (одноимённая новелла)                        | Гаврилов, посетитель аттракционов с сынишкой                              |
| 1979 | мтф | Приключения Электроника                                          | Стамп, криминальный авторитет, шеф гангстеров                             |
| 1979 | мтф | Клуб самоубийц, или Приключения титулованной особы               | инспектор Трентон                                                         |
| 1979 | ф   | Пробивной человек                                                | изобретатель                                                              |
| 1980 | ф   | Вечерний лабиринт                                                | шеф                                                                       |
| 1980 | ф   | Тегеран-43                                                       | таксист                                                                   |
| 1981 | тф  | Отпуск за свой счёт                                              | Евдокимов                                                                 |
| 1981 | ф   | Женщина в белом                                                  | Луи, слуга сэра Фэрли                                                     |
| 1981 | ф   | Будьте моим мужем                                                | отдыхающий на пляже                                                       |
| 1981 | ф   | Факты минувшего дня                                              | Пётр Данилыч                                                              |
| 1981 | тф  | Сильва                                                           | генерал фон Ронсдорф                                                      |
| 1982 | тф  | Не ждали, не гадали!                                             | дезинфектор                                                               |
| 1982 | кор | Суббота и воскресенье                                            | учитель рисования                                                         |
| 1982 | тф  | Ищите женщину                                                    | месье Жак Антуан, клиент                                                  |
| 1982 | ф   | Предчувствие любви                                               | дядя Вася, экскаваторщик                                                  |
| 1982 | тф  | Принцесса цирка                                                  | Пеликан                                                                   |
| 1982 | ф   | Срочно… Секретно… Губчека                                        | Блейкин                                                                   |
| 1982 | мтф | Трест, который лопнул                                            | псевдо-Морган                                                             |
| 1983 | ф   | Сказка странствий                                                | адвокат                                                                   |
| 1983 | ф   | Комета                                                           | Георгий Фомич Боклевский (озвучил Андрей Тарасов)                         |
| 1984 | ф   | Время и семья Конвей                                             | Эрнест Биверс (озвучил Владимир Ферапонтов)                               |

### Режиссёр
- 1953 — Нахлебник (телеспектакль, совместно с Мстиславом Васильевичем Корчагиным и Б. Н. Лифановым)
- 1954 — Школа мужества (совместно с Мстиславом Васильевичем Корчагиным)
- 1955 — Крушение эмирата (совместно с Латифом Абидовичем Файзиевым)
- 1956 — Первые радости
- 1956 — Необыкновенное лето
- 1957 — Случай на шахте восемь
- 1958 — Жизнь прошла мимо
- 1959 — Золотой дом
- 1961 — Битва в пути
- 1964 — Тишина
- 1964 — Метель
- 1968 — Щит и меч
- 1971 — Возвращение к жизни
- 1972 — Опасный поворот
- 1973 — Нейлон 100 %
- 1976 — Дни Турбиных
- 1981 — Факты минувшего дня
- 1984 — Время и семья Конвей
- 1986 — Семь криков в океане

### Сценарист
- 1963 — Тишина (совместно с Ю. В. Бондаревым)
- 1964 — Метель
- 1968 — Щит и меч (совместно с В. М. Кожевниковым)
- 1971 — Возвращение к жизни (совместно с М. С. Ерзинкян)
- 1972 — Опасный поворот
- 1973 — Нейлон 100 % (совместно с С. М. Шатровым)
- 1976 — Дни Турбиных
- 1981 — Факты минувшего дня (совместно с Ю. С. Скопом)
- 1984 — Время и семья Конвей
- 1986 — Семь криков в океане
- 1990 — Мышеловка

### Художественный руководитель
- 1970 — Опекун
- 1978 — По улицам комод водили (совместно с Леонидом Гайдаем)

### Озвучивание
- 1960 — Пиковая дама
- 1961 — Битва в пути — голос диктора из радиоприёмника
- 1964 — Хоккеисты — мужчина в буфете (роль Владимира Гуляева)
- 1971 — Звёзды не гаснут
- 1971 — Возвращение к жизни — авторский текст
- 1973 — Много шума из ничего — Бораччио (роль Владимира Довейко)
- 1973 — Привет, артист — Жан Рошфор
- 1979 — На Западном фронте без перемен
- 1982 — Избранные — банкир Лаинес

### Озвучивание мультфильмов
- 1975 — Василиса Микулишна — князь Владимир
- 1976 — Храбрец-удалец — колдун
- 1977 — Мальчик-с-пальчик — барин
- 1978 — Легенды перуанских индейцев — текст от автора
- 1978 — Последняя невеста Змея Горыныча — Змей Горыныч
- 1981 — Шиворот-навыворот — чёрт-учитель
- 1982 — Чертёнок № 13 — чёрт-учитель
- 1982 — Новогодняя песенка Деда Мороза — Дед Мороз

### Озвучивание аудиоспектаклей
- 1978 — Невероятные приключения Буратино и его друзей — Дуремар

### Телеспектакли
- 1985 — Золотая рыбка (телеспектакль) — актёр на сцене

## Награды и звания
Государственные награды:
- Заслуженный деятель искусств РСФСР (17 марта 1964)
- Народный артист РСФСР (7 января 1977) — за заслуги в области советского киноискусства[22]
- Народный артист СССР (1983)
- Государственная премия РСФСР имени братьев Васильевых (1982) — за фильм «Факты минувшего дня»
- Орден Красной Звезды (1945)
- Орден Трудового Красного Знамени (1971)
- Орден Отечественной войны I степени (1985)
- Медаль «За боевые заслуги» (1943)
- Медаль «За победу над Германией в Великой Отечественной войне 1941—1945 гг.» (1945)
- Медаль «В ознаменование 100-летия со дня рождения Владимира Ильича Ленина» (1970)
- Юбилейная медаль «Двадцать лет Победы в Великой Отечественной войне 1941—1945 гг.»
- Юбилейная медаль «Тридцать лет Победы в Великой Отечественной войне 1941—1945 гг.»
- Юбилейная медаль «Сорок лет Победы в Великой Отечественной войне 1941—1945 гг.»
- Медаль «Ветеран труда»
- Юбилейная медаль «50 лет Вооружённых Сил СССР»
- Юбилейная медаль «60 лет Вооружённых Сил СССР»

Другие награды:
- МКФ в Карловых Варах (Премия за «лучший воспитательный фильм — кинокартину» «Школа мужества», 1954)
- ВКФ в Ленинграде (Главная и вторая премии (по разделу фильмов о жизни и труде), фильм «Тишина», 1964)

## Память
- 1991 — Владимир Басов — режиссёр, актёр, человек (из цикла телепередач «Кинопанорама»)[19]
- 1999 — Владимир Басов (из цикла телепрограмм канала «ОРТ» «Чтобы помнили»)
- 2005 — Владимир Басов (из цикла передач телеканала «ДТВ» «Как уходили кумиры»)[15]
- 2006 — «Владимир Басов. „Дуремар и красавицы“» («Первый канал»)[23][24]
- 2013 — «Владимир Басов. „Острова“» («Культура»)[25]
- 2013 — «Владимир Басов. „Львиное сердце“» («ТВ Центр»)[26]
- 2016 — «Владимир Басов. „Раскрывая тайны звёзд“» («Москва 24»)[27]
- 2016 — «Владимир Басов. „Легенды кино“» («Звезда»)[28]
- 2020 — «Владимир Басов. „Звёзды советского экрана“» («Москва 24»)[29]
- 2020 — «Владимир Басов. „Легенды мирового кино“» («Культура»)[30]
- 2020 — «Владимир Басов. „Ревнивый Дуремар“» («ТВ Центр»)[12]